# Catenay

Catenay este o comună în departamentul Seine-Maritime, Franța. În 1 ianuarie 2022 avea o populație de 697 de locuitori.